# Cerambyx cerdo
The Cerambyx cerdo, thường được biết đến với tên great capricorn beetle, là một loài bọ cánh cứng thuộc họ Cerambycidae. It is diffused ở Algérie, Armenia, Áo, Azerbaijan, Belarus, Croatia, Cộng hòa Séc, Pháp, Gruzia, Đức, Hungary, Iran, Ý, Moldova, Maroc, Ba Lan, Tây Ban Nha, Thụy Điển, Thụy Sĩ, Tunisia, Thổ Nhĩ Kỳ, Ukraina và Vương quốc Anh.

## Photogallery

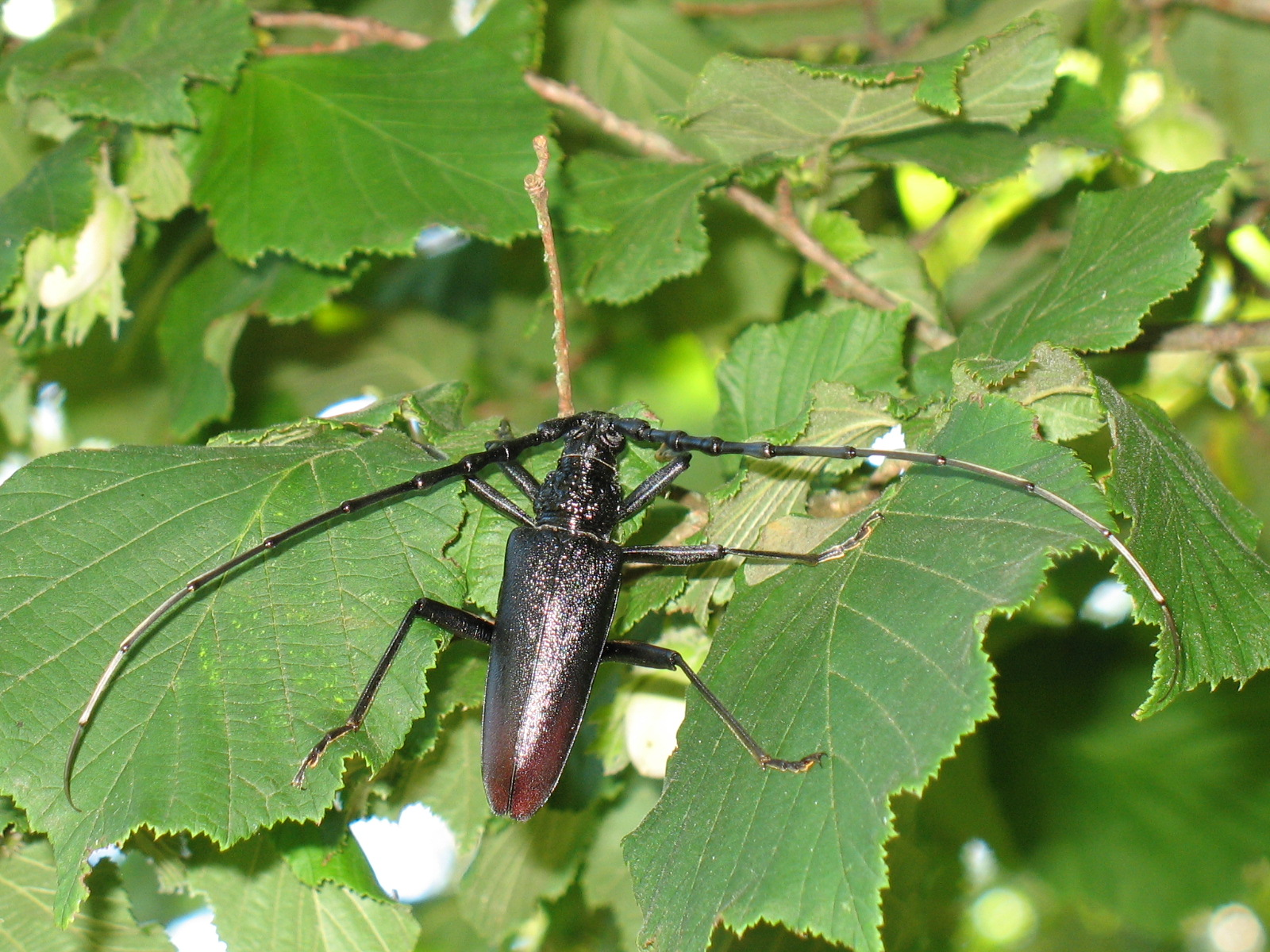
Male exemplar
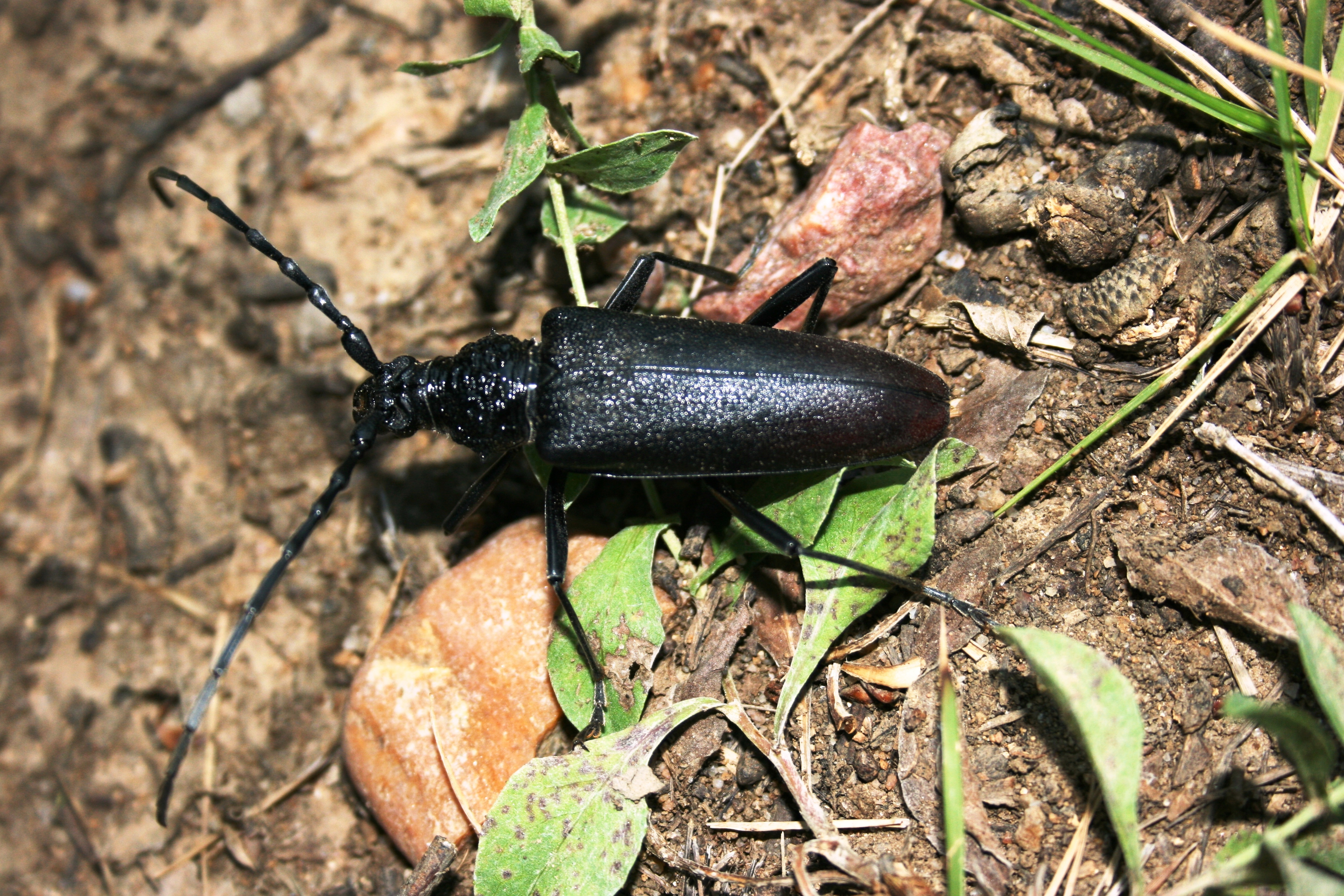
Female exemplar
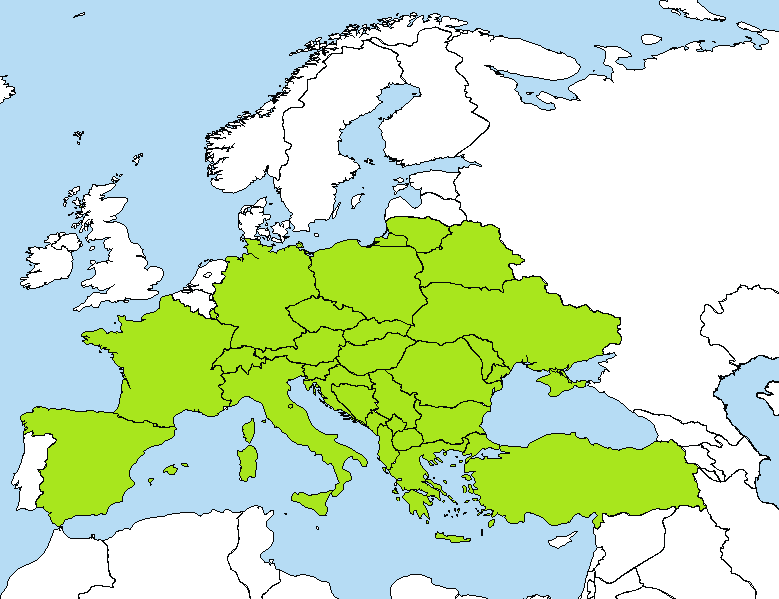
Distributon of C. Cerdo